# Jessamine megye
Jessamine megye az Amerikai Egyesült Államokban, azon belül Kentucky államban található. Megyeszékhelye és legnagyobb városa Nicholasville. Lakosainak száma 52 991 fő (2020. április 1.). Jessamine megye Fayette, Madison, Garrard, Mercer és Woodford megyékkel határos.

## Népesség
A megye népességének változása:
| Lakosok száma | 48 696 | 48 953 | 49 586 | 50 173 | 51 961 | 52 991 |
|               | 2010   | 2011   | 2012   | 2013   | 2015   | 2020   |